# Akropolis-Turnier 1998
Die 12. Auflage des Akropolis-Basketball-Turniers 1998 fand zwischen dem 19. und 21. Juli 1998 im Vorort Marousi von Athen statt. Ausgetragen wurden die insgesamt sechs Spiele in der Olympiahalle.
Neben der gastgebenden Griechischen Nationalmannschaft nahmen auch die Nationalmannschaften aus Polen und Japan teil. Das Teilnehmerfeld komplettierte eine NCAA-Auswahl aus den Vereinigten Staaten. Für Japan und Polen war das Akropolis-Turnier 1998 die erste Teilnahme am Wettbewerb.
Als MVP des Turniers wurde der Grieche Efthimios Rentzias ausgezeichnet.

## Begegnungen
| 19. Juli 1998 | Griechenland | 98 - 49 | Japan        |
| 19. Juli 1998 | Polen        | 70 - 73 | NCAA-Auswahl |
| 20. Juli 1998 | Griechenland | 88 - 39 | Polen        |
| 20. Juli 1998 | NCAA-Auswahl | 80 - 79 | Japan        |
| 21. Juli 1998 | Griechenland | 78 - 56 | NCAA-Auswahl |
| 21. Juli 1998 | Polen        | 66 - 61 | Japan        |

## Tabelle
| Rang | Land         | Punkte | Körbe   |
| ---- | ------------ | ------ | ------- |
| 1    | Griechenland | 6      | 264-144 |
| 2    | NCAA-Auswahl | 5      | 209-227 |
| 3    | Polen        | 4      | 175-222 |
| 4    | Japan        | 3      | 189-244 |